# 福山廉士
福山 廉士（ふくやま れんし、1964年3月8日 - ）は、日本の男性俳優、声優。劇団昴所属。愛知県出身。旧芸名は岩松 廉（いわまつ れん）。

## 来歴・人物
愛知県立岡崎高等学校、青山学院大学国際政治経済学部卒業。
2002年から2003年にかけ、文化庁新進芸術家海外派遣員としてアメリカニューヨーク・ネイバーフッド・プレイハウスへ1年間の演劇留学。
英語を得意としており、舞台『沈黙』で2度にわたる米国公演に参加。英語の台詞を吹き替えることも多い。
趣味・特技は英会話、歌唱、水泳、ラグビー、テニス。

## 出演作品

### 舞台
- Road-ロード-（1992年）
- 昴『アルジャーノンに花束を』（1993年 - 1995年、フランク）
- 機械じかけのピアノのための未完成の戯曲（1993年、ザハ－ル）
- 昴『十二夜』（1997年、アントーニオー）
- 俳優座劇場 こどもの広場『雪おんな』（2000年、盗人）
- 昴『ナイチンゲールではなく』（2003年、メックス）
- 文化庁『クーランガッタ・スクランブル』（2005年、祐二）
- 劇団四季『解ってたまるか!』（2007年 - 2009年、平澤警部補 200、栗林〈ボヤキ〉）
- ITI 世界の秀作短編研究シリーズ イギリス編『ミッドウィンター』（2008年、レナード）
- 日韓演劇フェスティバル リーディング『鳥たちは横断歩道を渡らない』（2009年、ジファン）
- 昴『イノセント・ピープル』（2010年 - 2014年、カール・コワルスキー）
- 昴『エデンの東』（2011年、オルーク、ヘンリー）
- 昴『クルーシブル 〜るつぼ〜』（2011年、パリス牧師）
- 昴ザ・サード・ステージ『乙一を読む!』（2013年、ナガヲ「血液を探せ!」）
- 昴ザ・サード・ステージ『BLUE』（2014年、騎士）
- 昴ザ・サード・ステージ『街と飛行船』（2016年、歌手）
- 昴『ヴェニスの商人』（2016年、ロレンゾー）
- 昴『ふくろう』（2017年、ダム男）

### テレビドラマ
- 悪霊島
- 火曜サスペンス劇場 アリバイの穴
- 警視庁捜査一課9係 season11 最終話（「週刊スクラブ」編集長）
- 終着駅シリーズ 誇りある被害者
- 身辺警護
- 高橋英樹の船長シリーズ
- 土曜ワイド劇場 殺意のお茶会
- 行きずりの街

### テレビアニメ
1996年
- 超者ライディーン（バーテンダー）

1999年
- ∀ガンダム（シッキネン）
- 名探偵コナン（1999年 - 2002年、浜野利也、警官、タクシー運転手）

2001年
- 仰天人間バトシーラー（ケーン格之進/ケーン豪之守）

2002年
- アクエリアンエイジ Sign for Evolution（助監督）
- フルメタル・パニック!（グェン・ビェン・ホー）

2005年
- CLUSTER EDGE（捜索隊員）
- SPEED GRAPHER（大統領）

2007年
- 機神大戦ギガンティック・フォーミュラ（アメリカ代表）

2008年
- ネオ アンジェリーク Abyss（議長）

2010年
- 閃光のナイトレイド（三木）

2016年
- 機動戦士ガンダムUC RE:0096（連邦軍パイロット）

### 劇場アニメ
- ∀ガンダム月光蝶（2002年、シッキネン）
- 劇場版MAJOR メジャー 友情の一球（2008年、インタビュアー）

### OVA
- 銀河英雄伝説外伝 叛乱者（2000年、エメリッヒ）
- 機動戦士ガンダムUC（2010年、連邦軍パイロット）

### ゲーム
- ニンジャアサルト（2000年） - アーケード版

### 吹き替え

#### 映画
1997年
- ロマンシング・アドベンチャー/キング・ソロモンの秘宝 ※テレビ東京版

1998年
- デスペラード

2001年
- 小説家を見つけたら（ジャマール・ウォレス〈ロブ・ブラウン〉）

2002年
- プラトーン（ラーナー〈ジョニー・デップ〉）
- ラストキングダム 10番目の王国（ウルフ）

2006年
- グリース（ケニッキー〈ジェフ・コナウェイ〉）
- マトリックス リローデッド（ザ・ツインズ〈ニール&エイドリアン・レイメント〉、マラカイ、アジャックス）※フジテレビ版

2007年
- マトリックス レボリューションズ（スパークス〈ラッキー・ヒューム〉）※フジテレビ版

2008年
- Mr.ブルックス 完璧なる殺人鬼

#### テレビドラマ
1995年
- 則天武后（玉児）

2000年
- アリー my Love

2001年
- ブルックリン74分署（ジミー・ドイル）

2003年
- WITHOUT A TRACE/FBI 失踪者を追え!2（シュミット）#8

2006年
- ブラザーズ&シスターズ

2007年
- ER緊急救命室シーズン12（イシャーク・アラザーリ〈トーマス・カリウキ〉）
- 名探偵モンク4 #8

2008年
- クローザー Season3〜7（モラレス）

2009年
- プライベート・プラクティス3（ジミー）

2012年
- クリミナル・マインド6 FBI行動分析課 #23
- ボディ・オブ・プルーフ2 死体の証言
- ロイヤル・スキャンダル 〜エリザベス女王の苦悩〜

2013年
- グレイズ・アナトミー 恋の解剖学8

2014年
- MAJOR CRIMES 〜重大犯罪課 Season1〜5（2014年 - 2016年、モラレス）

### ラジオドラマ
- 友情の逆説（NHK和歌山）（稲垣明彦）
- 乳房の記憶（NHK FM）

### ゲーム
- シェンムーII（2001年）